# Battuda
Battuda es un municipio italiano situado en la provincia de Pavía, en Lombardía. Tiene una población estimada, a fines de mayo de 2024, de 659 habitantes.

## Evolución demográfica
| Gráfica de evolución demográfica de Battuda entre 1861 y 2024 |
|                                                               |
| Fuente: ISTAT - Elaboración gráfica de Wikipedia              |